# Prasophyllum validum
Prasophyllum validum är en orkidéart som beskrevs av Richard Sanders Rogers. Prasophyllum validum ingår i släktet Prasophyllum och familjen orkidéer. Inga underarter finns listade i Catalogue of Life.